# Timo Becker (Fußballspieler, 1967)
Timo Becker (* 29. Dezember 1967) ist ein ehemaliger deutscher Fußballspieler.

## Karriere
Becker spielte zunächst für Eintracht Haiger in der drittklassigen Amateur-Oberliga Hessen, bevor er zur Saison 1990/91 zur zweiten Mannschaft des FC Bayern München gelangte und für diesen in 31 Punktspielen in der Amateur-Oberliga Bayern sechs Tore erzielte.
Von 1991 bis 1993 war er für den Zweitligisten VfL Osnabrück aktiv und kam in 13 Punktspielen zum Einsatz. Sein Debüt im bezahlten Fußball gab er am 23. Juli 1991 (1. Spieltag) beim 2:2-Unentschieden im Heimspiel gegen den VfB Oldenburg über 90 Minuten. Danach bestritt er elf weitere Punktspiele, in denen er torlos blieb. In der Folgesaison wurde er einzig am 19. Juli 1992 (3. Spieltag) beim 1:1-Unentschieden im Heimspiel gegen den FC Remscheid eingesetzt. Des Weiteren bestritt er zwei Spiele im DFB-Pokal-Wettbewerb. In der 1. Hauptrunde am 28. Juli 1991 gewann er mit seiner Mannschaft mit 2:1 bei Preußen Münster. In der 2. Hauptrunde am 17. August 1991 verlor er mit seiner Mannschaft beim saarländischen Verbandsligisten Rot-Weiß Hasborn-Dautweiler mit 4:5 im Elfmeterschießen, der sich mit dem Gewinn des Saarlandpokals für den Vereinspokal qualifiziert hatte.